# 알고명
알고명은 달걀을 부쳐 만든 고명이다. 달걀지단 또는 알반대기로도 부른다. 채썰어 만든 것은 계란채(鷄卵菜)로도 부른다.

## 만들기
달걀 흰자와 노른자를 분리해 따로따로 번철이나 프라이팬 등에 얇게 부쳐 잘게 썰어 만든다.

## 사진 갤러리

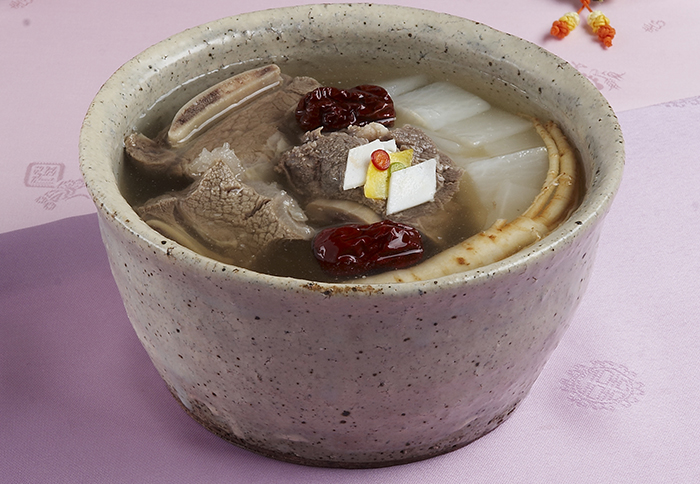
갈비탕
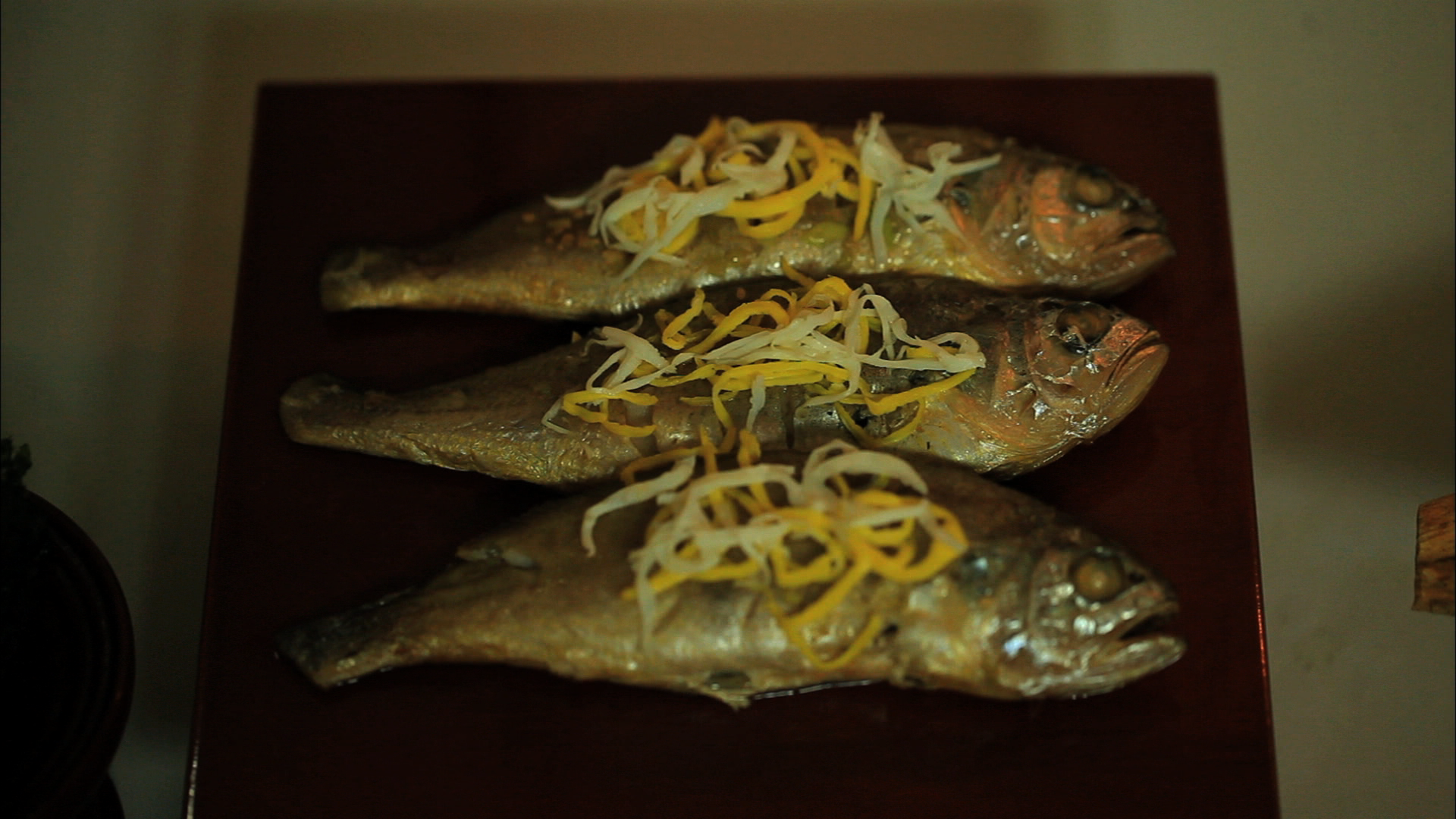
굴비구이
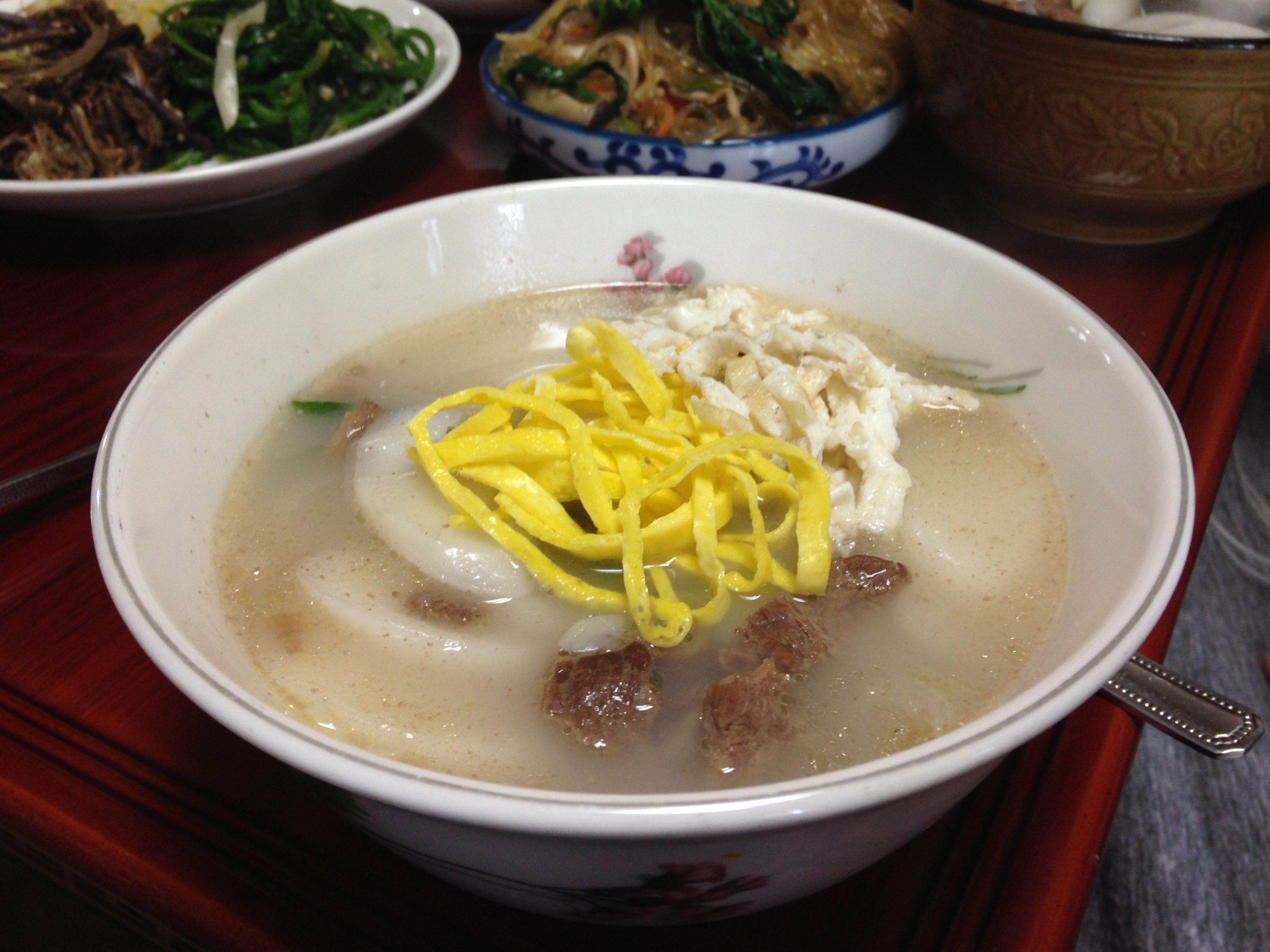
떡국
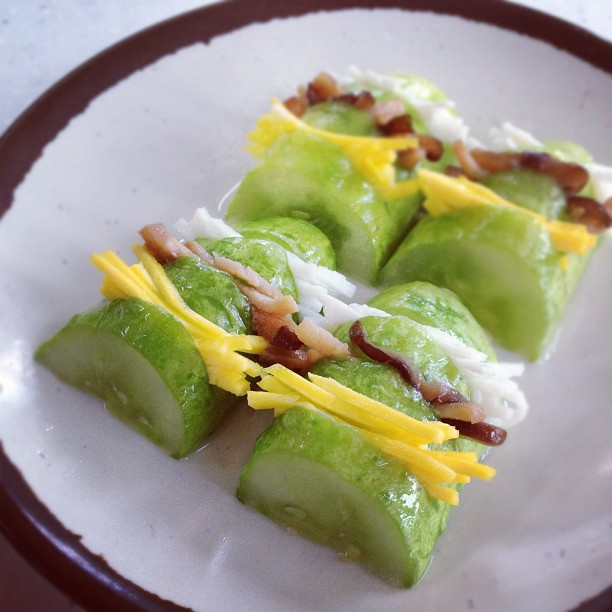
오이선
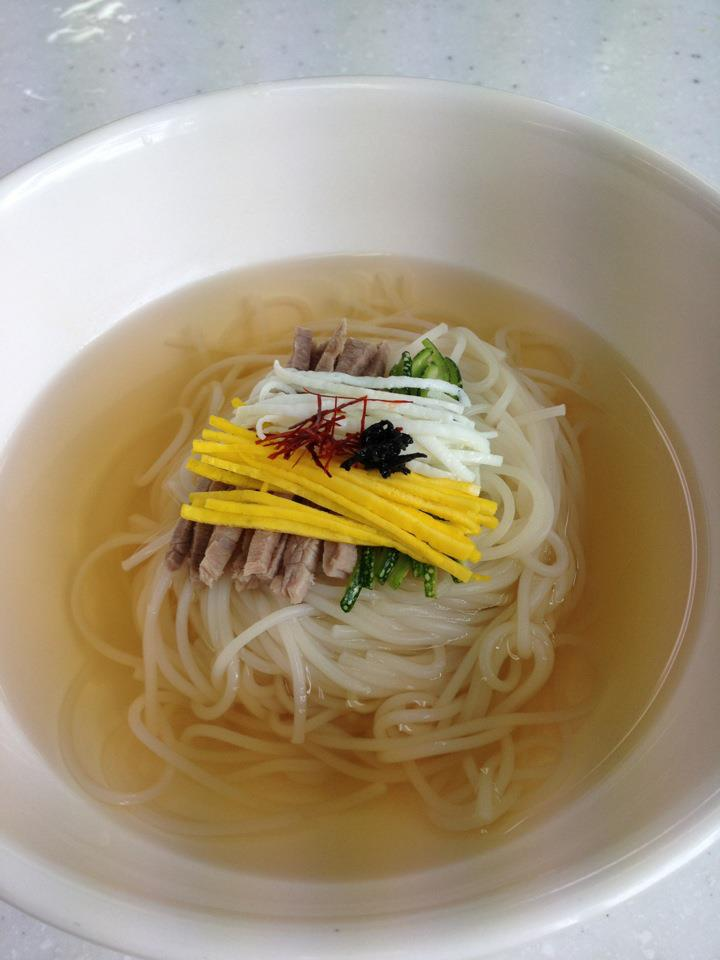
잔치국수